# Pays Basque Magazine

Pays Basque Magazine est une revue française, consacrée au Pays basque, publiée par les éditions Milan Presse à Toulouse. 
La rédactrice en chef est Élodie Baubion-Broye. 

## Historique
Le premier numéro est paru en février 1996, avec une publication trimestrielle. 
La formule a changé depuis le numéro d'avril-mai-juin 2007, avec une nouvelle maquette. Le site Internet du magazine propose des articles et des photos en complément de la version papier. 
Dès 2011, le groupe Milan Presse fait évoluer sa relation éditoriale avec le Pays basque en créant une « Édition basque » de Pyrénées Magazine, se substituant à l'offre actuelle de Pays Basque magazine. Cette offre est amorcée avec le Pyrénées n°133 daté janvier/février 2011, en vente dès le mois de décembre 2010. 

## Offre éditoriale
La revue est bimestrielle (tous les deux mois) avec une offre éditoriale de 16 pages entièrement consacrée à la vie du Pays basque, accompagnée d'une couverture dédiée. Cette édition est distribuée strictement sur le Pays basque, et servie aux anciens abonnés de Pays basque Magazine.
Ce premier numéro comprend une rubrique d'actualités riche et variée dédiée au Pays basque, un reportage unique sur l'avenir des « ikastolak », ces écoles de langue basque en immersion et un voyage aérien en planeur, près des collines d'Itxassou.
Ligne éditoriale restant inchangée
Découverte de la culture et de l'identité basque. Reportages sur les habitants, les traditions et les sites naturels des sept provinces basques. La photographie et l'écriture y tiennent une place importante.
Hors-série
Un hors-série sera maintenu chaque année en plus des six numéros réguliers, avec une empreinte généraliste et touristique.